# Toulouse OAC
Der Toulouse Olympique Aérospatiale Club, meist nur kurz Toulouse OAC oder TOAC, ist ein polysportiver französischer Verein aus Toulouse. Frankreichweite Bekanntheit hat er insbesondere durch seine zu Beginn des 21. Jahrhunderts aufgelöste Frauenfußballabteilung erlangt, mit der sich dieser Artikel vorrangig befasst.

## Geschichte
Gegründet wurde die Frauenfußballabteilung im Jahr 1980, wobei der Verein insgesamt – wie sein Name es bereits andeutet – auf organisatorische und materielle Unterstützung durch das Luft- und Raumfahrtunternehmen Aérospatiale, im 21. Jahrhundert unter der Bezeichnung Airbus S.A.S. ein Teil der EADS, zählen konnte, dem damals wie heute größten gewerblichen Arbeitgeber der „rosafarbenen Stadt“. Anfangs hatten die Frauen, die in den Vereinsfarben Himmelblau und Weiß antraten, sich mit durchaus starken lokalen Konkurrentinnen auseinanderzusetzen, namentlich mit AS l’Union und Olympique Mirail.
2001, nach dem Gewinn des dritten Meistertitels, schloss sich die erfolgreiche Frauenfußballabteilung des Olympique Aérospatiale Club dem „großen Verein“ der Stadt, dem FC Toulouse, an, unter dessen Farben die Spielerinnen, die diesen Schritt mitvollzogen hatten, 2002 noch eine weitere französische Meisterschaft gewannen.

## Ligazugehörigkeit und Erfolge
Erstmals nahmen die TOAC-Spielerinnen bereits in der Saison 1981/82 an der Vorrunde der französischen Frauenmeisterschaft teil; dort scheiterten die Toulouser Fußballspielerinnen allerdings ebenso bereits in der regionalen Vorrunde wie drei Jahre später. Es dauerte bis zur Spielzeit 1988/89, ehe TOAC wieder in den Wettbewerb um die französische Meisterschaft eingreifen durfte, dabei aber – wie auch die Rivalinnen von OM Toulouse – erneut schon in der Vorrunde ausschied. Nicht anders verliefen die folgenden drei Saisons – und als der französische Fußballverband mit der Spielzeit 1992/93 eine einheitliche landesweite erste Liga eingeführt hatte, gehörte der TOAC zwar zu deren zwölf Teilnehmern, stieg aber, wie auch Olympique Mirail Toulouse, bereits am Ende dieser Saison daraus ab.
Ab 1994 wieder erstklassig, begann die Zeit, in der der TOAC den Frauenfußball in Frankreich dominierte. In den folgenden sieben Jahren gewann er dreimal in Folge den Meistertitel (1999, 2000 und 2001) und wurde ebenso oft Vizemeister (1995, 1997, 1998). Drei Frauenmeisterschaften nacheinander zu gewinnen war bis dahin nur zwei anderen Vereinen in Frankreich gelungen (Stade Reims Mitte der 1970er und VGA Saint-Maur in den 1980er Jahren). In dieser Zeit wurden auch zahlreiche Fußballerinnen des Klubs in die französische Frauennationalelf berufen. Bei der Europameisterschaftsendrunde 2001 in Deutschland gehörten fünf TOAC-Spielerinnen zum Aufgebot Frankreichs. Gleich danach endete die Geschichte des erfolgreichen Klubs.
Da ein frankreichweiter Pokalwettbewerb für Fußballerinnen erst 2001 eingeführt wurde, konnte der TOAC diesen nie gewinnen; zur Frauschaft des ersten Gewinners der Challenge de France féminine, des FC Toulouse, gehörten allerdings zahlreiche ehemalige Spielerinnen des Vereins.

## Bekannte ehemalige Spielerinnen
- Gaëlle Blouin
- Mélanie Briche
- Caroline Bouscatel
- Marie-Ange Kramo
- Céline Marty
- Sandrine Rouquet
- Lilas Traïkia
- Sabrina Viguier
- Élodie Woock
- Anne Zenoni